# 1255
Portal Geschichte | Portal Biografien | Aktuelle Ereignisse | Jahreskalender | Tagesartikel

◄ |
12. Jahrhundert |
13. Jahrhundert
| 14. Jahrhundert | ►

◄ |
1220er |
1230er |
1240er |
1250er
| 1260er | 1270er | 1280er | ►

◄◄ |
◄ |
1251 |
1252 |
1253 |
1254 |
1255
| 1256 | 1257 | 1258 | 1259 | ► | ►►
Staatsoberhäupter  · Nekrolog
| Januar | Januar | Januar | Januar | Januar | Januar | Januar | Januar |
| Kw     | Mo     | Di     | Mi     | Do     | Fr     | Sa     | So     |
| ------ | ------ | ------ | ------ | ------ | ------ | ------ | ------ |
| 53     |        |        |        |        | 1      | 2      | 3      |
| 1      | 4      | 5      | 6      | 7      | 8      | 9      | 10     |
| 2      | 11     | 12     | 13     | 14     | 15     | 16     | 17     |
| 3      | 18     | 19     | 20     | 21     | 22     | 23     | 24     |
| 4      | 25     | 26     | 27     | 28     | 29     | 30     | 31     |

| Februar | Februar | Februar | Februar | Februar | Februar | Februar | Februar |
| Kw      | Mo      | Di      | Mi      | Do      | Fr      | Sa      | So      |
| ------- | ------- | ------- | ------- | ------- | ------- | ------- | ------- |
| 5       | 1       | 2       | 3       | 4       | 5       | 6       | 7       |
| 6       | 8       | 9       | 10      | 11      | 12      | 13      | 14      |
| 7       | 15      | 16      | 17      | 18      | 19      | 20      | 21      |
| 8       | 22      | 23      | 24      | 25      | 26      | 27      | 28      |

| März | März | März | März | März | März | März | März |
| Kw   | Mo   | Di   | Mi   | Do   | Fr   | Sa   | So   |
| ---- | ---- | ---- | ---- | ---- | ---- | ---- | ---- |
| 9    | 1    | 2    | 3    | 4    | 5    | 6    | 7    |
| 10   | 8    | 9    | 10   | 11   | 12   | 13   | 14   |
| 11   | 15   | 16   | 17   | 18   | 19   | 20   | 21   |
| 12   | 22   | 23   | 24   | 25   | 26   | 27   | 28   |
| 13   | 29   | 30   | 31   |      |      |      |      |

| April | April | April | April | April | April | April | April |
| Kw    | Mo    | Di    | Mi    | Do    | Fr    | Sa    | So    |
| ----- | ----- | ----- | ----- | ----- | ----- | ----- | ----- |
| 13    |       |       |       | 1     | 2     | 3     | 4     |
| 14    | 5     | 6     | 7     | 8     | 9     | 10    | 11    |
| 15    | 12    | 13    | 14    | 15    | 16    | 17    | 18    |
| 16    | 19    | 20    | 21    | 22    | 23    | 24    | 25    |
| 17    | 26    | 27    | 28    | 29    | 30    |       |       |

| Mai | Mai | Mai | Mai | Mai | Mai | Mai | Mai |
| Kw  | Mo  | Di  | Mi  | Do  | Fr  | Sa  | So  |
| --- | --- | --- | --- | --- | --- | --- | --- |
| 17  |     |     |     |     |     | 1   | 2   |
| 18  | 3   | 4   | 5   | 6   | 7   | 8   | 9   |
| 19  | 10  | 11  | 12  | 13  | 14  | 15  | 16  |
| 20  | 17  | 18  | 19  | 20  | 21  | 22  | 23  |
| 21  | 24  | 25  | 26  | 27  | 28  | 29  | 30  |
| 22  | 31  |     |     |     |     |     |     |

| Juni | Juni | Juni | Juni | Juni | Juni | Juni | Juni |
| Kw   | Mo   | Di   | Mi   | Do   | Fr   | Sa   | So   |
| ---- | ---- | ---- | ---- | ---- | ---- | ---- | ---- |
| 22   |      | 1    | 2    | 3    | 4    | 5    | 6    |
| 23   | 7    | 8    | 9    | 10   | 11   | 12   | 13   |
| 24   | 14   | 15   | 16   | 17   | 18   | 19   | 20   |
| 25   | 21   | 22   | 23   | 24   | 25   | 26   | 27   |
| 26   | 28   | 29   | 30   |      |      |      |      |

| Juli | Juli | Juli | Juli | Juli | Juli | Juli | Juli |
| Kw   | Mo   | Di   | Mi   | Do   | Fr   | Sa   | So   |
| ---- | ---- | ---- | ---- | ---- | ---- | ---- | ---- |
| 26   |      |      |      | 1    | 2    | 3    | 4    |
| 27   | 5    | 6    | 7    | 8    | 9    | 10   | 11   |
| 28   | 12   | 13   | 14   | 15   | 16   | 17   | 18   |
| 29   | 19   | 20   | 21   | 22   | 23   | 24   | 25   |
| 30   | 26   | 27   | 28   | 29   | 30   | 31   |      |

| August | August | August | August | August | August | August | August |
| Kw     | Mo     | Di     | Mi     | Do     | Fr     | Sa     | So     |
| ------ | ------ | ------ | ------ | ------ | ------ | ------ | ------ |
| 30     |        |        |        |        |        |        | 1      |
| 31     | 2      | 3      | 4      | 5      | 6      | 7      | 8      |
| 32     | 9      | 10     | 11     | 12     | 13     | 14     | 15     |
| 33     | 16     | 17     | 18     | 19     | 20     | 21     | 22     |
| 34     | 23     | 24     | 25     | 26     | 27     | 28     | 29     |
| 35     | 30     | 31     |        |        |        |        |        |

| September | September | September | September | September | September | September | September |
| Kw        | Mo        | Di        | Mi        | Do        | Fr        | Sa        | So        |
| --------- | --------- | --------- | --------- | --------- | --------- | --------- | --------- |
| 35        |           |           | 1         | 2         | 3         | 4         | 5         |
| 36        | 6         | 7         | 8         | 9         | 10        | 11        | 12        |
| 37        | 13        | 14        | 15        | 16        | 17        | 18        | 19        |
| 38        | 20        | 21        | 22        | 23        | 24        | 25        | 26        |
| 39        | 27        | 28        | 29        | 30        |           |           |           |

| Oktober | Oktober | Oktober | Oktober | Oktober | Oktober | Oktober | Oktober |
| Kw      | Mo      | Di      | Mi      | Do      | Fr      | Sa      | So      |
| ------- | ------- | ------- | ------- | ------- | ------- | ------- | ------- |
| 39      |         |         |         |         | 1       | 2       | 3       |
| 40      | 4       | 5       | 6       | 7       | 8       | 9       | 10      |
| 41      | 11      | 12      | 13      | 14      | 15      | 16      | 17      |
| 42      | 18      | 19      | 20      | 21      | 22      | 23      | 24      |
| 43      | 25      | 26      | 27      | 28      | 29      | 30      | 31      |

| November | November | November | November | November | November | November | November |
| Kw       | Mo       | Di       | Mi       | Do       | Fr       | Sa       | So       |
| -------- | -------- | -------- | -------- | -------- | -------- | -------- | -------- |
| 44       | 1        | 2        | 3        | 4        | 5        | 6        | 7        |
| 45       | 8        | 9        | 10       | 11       | 12       | 13       | 14       |
| 46       | 15       | 16       | 17       | 18       | 19       | 20       | 21       |
| 47       | 22       | 23       | 24       | 25       | 26       | 27       | 28       |
| 48       | 29       | 30       |          |          |          |          |          |

| Dezember | Dezember | Dezember | Dezember | Dezember | Dezember | Dezember | Dezember |
| Kw       | Mo       | Di       | Mi       | Do       | Fr       | Sa       | So       |
| -------- | -------- | -------- | -------- | -------- | -------- | -------- | -------- |
| 48       |          |          | 1        | 2        | 3        | 4        | 5        |
| 49       | 6        | 7        | 8        | 9        | 10       | 11       | 12       |
| 50       | 13       | 14       | 15       | 16       | 17       | 18       | 19       |
| 51       | 20       | 21       | 22       | 23       | 24       | 25       | 26       |
| 52       | 27       | 28       | 29       | 30       | 31       |          |          |

| Januar | Januar | Januar | Januar | Januar | Januar | Januar | Januar |
| Kw     | Mo     | Di     | Mi     | Do     | Fr     | Sa     | So     |
| ------ | ------ | ------ | ------ | ------ | ------ | ------ | ------ |
| 53     |        |        |        |        | 1      | 2      | 3      |
| 1      | 4      | 5      | 6      | 7      | 8      | 9      | 10     |
| 2      | 11     | 12     | 13     | 14     | 15     | 16     | 17     |
| 3      | 18     | 19     | 20     | 21     | 22     | 23     | 24     |
| 4      | 25     | 26     | 27     | 28     | 29     | 30     | 31     |

| Februar | Februar | Februar | Februar | Februar | Februar | Februar | Februar |
| Kw      | Mo      | Di      | Mi      | Do      | Fr      | Sa      | So      |
| ------- | ------- | ------- | ------- | ------- | ------- | ------- | ------- |
| 5       | 1       | 2       | 3       | 4       | 5       | 6       | 7       |
| 6       | 8       | 9       | 10      | 11      | 12      | 13      | 14      |
| 7       | 15      | 16      | 17      | 18      | 19      | 20      | 21      |
| 8       | 22      | 23      | 24      | 25      | 26      | 27      | 28      |

| März | März | März | März | März | März | März | März |
| Kw   | Mo   | Di   | Mi   | Do   | Fr   | Sa   | So   |
| ---- | ---- | ---- | ---- | ---- | ---- | ---- | ---- |
| 9    | 1    | 2    | 3    | 4    | 5    | 6    | 7    |
| 10   | 8    | 9    | 10   | 11   | 12   | 13   | 14   |
| 11   | 15   | 16   | 17   | 18   | 19   | 20   | 21   |
| 12   | 22   | 23   | 24   | 25   | 26   | 27   | 28   |
| 13   | 29   | 30   | 31   |      |      |      |      |

| April | April | April | April | April | April | April | April |
| Kw    | Mo    | Di    | Mi    | Do    | Fr    | Sa    | So    |
| ----- | ----- | ----- | ----- | ----- | ----- | ----- | ----- |
| 13    |       |       |       | 1     | 2     | 3     | 4     |
| 14    | 5     | 6     | 7     | 8     | 9     | 10    | 11    |
| 15    | 12    | 13    | 14    | 15    | 16    | 17    | 18    |
| 16    | 19    | 20    | 21    | 22    | 23    | 24    | 25    |
| 17    | 26    | 27    | 28    | 29    | 30    |       |       |

| Mai | Mai | Mai | Mai | Mai | Mai | Mai | Mai |
| Kw  | Mo  | Di  | Mi  | Do  | Fr  | Sa  | So  |
| --- | --- | --- | --- | --- | --- | --- | --- |
| 17  |     |     |     |     |     | 1   | 2   |
| 18  | 3   | 4   | 5   | 6   | 7   | 8   | 9   |
| 19  | 10  | 11  | 12  | 13  | 14  | 15  | 16  |
| 20  | 17  | 18  | 19  | 20  | 21  | 22  | 23  |
| 21  | 24  | 25  | 26  | 27  | 28  | 29  | 30  |
| 22  | 31  |     |     |     |     |     |     |

| Juni | Juni | Juni | Juni | Juni | Juni | Juni | Juni |
| Kw   | Mo   | Di   | Mi   | Do   | Fr   | Sa   | So   |
| ---- | ---- | ---- | ---- | ---- | ---- | ---- | ---- |
| 22   |      | 1    | 2    | 3    | 4    | 5    | 6    |
| 23   | 7    | 8    | 9    | 10   | 11   | 12   | 13   |
| 24   | 14   | 15   | 16   | 17   | 18   | 19   | 20   |
| 25   | 21   | 22   | 23   | 24   | 25   | 26   | 27   |
| 26   | 28   | 29   | 30   |      |      |      |      |

| Juli | Juli | Juli | Juli | Juli | Juli | Juli | Juli |
| Kw   | Mo   | Di   | Mi   | Do   | Fr   | Sa   | So   |
| ---- | ---- | ---- | ---- | ---- | ---- | ---- | ---- |
| 26   |      |      |      | 1    | 2    | 3    | 4    |
| 27   | 5    | 6    | 7    | 8    | 9    | 10   | 11   |
| 28   | 12   | 13   | 14   | 15   | 16   | 17   | 18   |
| 29   | 19   | 20   | 21   | 22   | 23   | 24   | 25   |
| 30   | 26   | 27   | 28   | 29   | 30   | 31   |      |

| August | August | August | August | August | August | August | August |
| Kw     | Mo     | Di     | Mi     | Do     | Fr     | Sa     | So     |
| ------ | ------ | ------ | ------ | ------ | ------ | ------ | ------ |
| 30     |        |        |        |        |        |        | 1      |
| 31     | 2      | 3      | 4      | 5      | 6      | 7      | 8      |
| 32     | 9      | 10     | 11     | 12     | 13     | 14     | 15     |
| 33     | 16     | 17     | 18     | 19     | 20     | 21     | 22     |
| 34     | 23     | 24     | 25     | 26     | 27     | 28     | 29     |
| 35     | 30     | 31     |        |        |        |        |        |

| September | September | September | September | September | September | September | September |
| Kw        | Mo        | Di        | Mi        | Do        | Fr        | Sa        | So        |
| --------- | --------- | --------- | --------- | --------- | --------- | --------- | --------- |
| 35        |           |           | 1         | 2         | 3         | 4         | 5         |
| 36        | 6         | 7         | 8         | 9         | 10        | 11        | 12        |
| 37        | 13        | 14        | 15        | 16        | 17        | 18        | 19        |
| 38        | 20        | 21        | 22        | 23        | 24        | 25        | 26        |
| 39        | 27        | 28        | 29        | 30        |           |           |           |

| Oktober | Oktober | Oktober | Oktober | Oktober | Oktober | Oktober | Oktober |
| Kw      | Mo      | Di      | Mi      | Do      | Fr      | Sa      | So      |
| ------- | ------- | ------- | ------- | ------- | ------- | ------- | ------- |
| 39      |         |         |         |         | 1       | 2       | 3       |
| 40      | 4       | 5       | 6       | 7       | 8       | 9       | 10      |
| 41      | 11      | 12      | 13      | 14      | 15      | 16      | 17      |
| 42      | 18      | 19      | 20      | 21      | 22      | 23      | 24      |
| 43      | 25      | 26      | 27      | 28      | 29      | 30      | 31      |

| November | November | November | November | November | November | November | November |
| Kw       | Mo       | Di       | Mi       | Do       | Fr       | Sa       | So       |
| -------- | -------- | -------- | -------- | -------- | -------- | -------- | -------- |
| 44       | 1        | 2        | 3        | 4        | 5        | 6        | 7        |
| 45       | 8        | 9        | 10       | 11       | 12       | 13       | 14       |
| 46       | 15       | 16       | 17       | 18       | 19       | 20       | 21       |
| 47       | 22       | 23       | 24       | 25       | 26       | 27       | 28       |
| 48       | 29       | 30       |          |          |          |          |          |

| Dezember | Dezember | Dezember | Dezember | Dezember | Dezember | Dezember | Dezember |
| Kw       | Mo       | Di       | Mi       | Do       | Fr       | Sa       | So       |
| -------- | -------- | -------- | -------- | -------- | -------- | -------- | -------- |
| 48       |          |          | 1        | 2        | 3        | 4        | 5        |
| 49       | 6        | 7        | 8        | 9        | 10       | 11       | 12       |
| 50       | 13       | 14       | 15       | 16       | 17       | 18       | 19       |
| 51       | 20       | 21       | 22       | 23       | 24       | 25       | 26       |
| 52       | 27       | 28       | 29       | 30       | 31       |          |          |

## Ereignisse

### Politik und Weltgeschehen

#### Heiliges Römisches Reich
- 28. März: Das Herzogtum Bayern und die Pfalzgrafschaft bei Rhein werden zwei Jahre nach dem Tod Herzog Ottos II. unter seinen beiden Söhnen aufgeteilt, obwohl Reichsfürstentümer zu diesem Zeitpunkt als unteilbar gelten: Ludwig II. erhält das Herzogtum Oberbayern und die Pfalzgrafschaft, Heinrich XIII. das Herzogtum Niederbayern. Ludwig und Heinrich haben nach dem Tod ihres Vaters zunächst gemeinsam die Herrschaft übernommen und noch im Herbst 1254 ihren Willen zur gemeinsamen Regierung bekräftigt. Es ist dies die erste Bayerische Landesteilung.
- 29. Juni: Der Rheinische Städtebund hält seine dritte Bundesversammlung ab.
- November: Würzburgs Beitritt zum ersten Rheinischen Städtebund
- 16. Dezember: Otto I. und sein Bruder Walram I. von Nassau teilen ihre Lande unter sich auf und begründen die beiden Hauptlinien des Hauses Nassau.
- Ulrich II. von Münzenberg stirbt ohne männlichen Nachkommen. Die Münzenberger Erbschaft, bestehend aus dem Amt Münzenberg, der Burg Münzenberg, der Stadt Münzenberg, der „Grafschaft“ Assenheim und der Herrschaft Hagen (Hain in der Dreieich) sowie einigen kleineren Besitzungen und Rechten, wird unter seinen sechs weltlich gebliebenen Schwestern geteilt. Die siebte Schwester Lucardis wird dagegen mit dem Kloster Patershausen abgefunden, das für sie als Zisterzienserin neu errichtet und in dem sie Äbtissin wird.
- ab 1255: Vertreter der Reichsstädte erscheinen auf den Reichstagen (regelmäßig erst ab 1489).

#### Bulgarisch-byzantinische Kriege
- Der bulgarische Zar Michael II. Assen, der in den letzten Jahren zahlreiche Territorien an das Byzantinische Reich verloren hat, versucht den im Vorjahr erfolgten Thronwechsel im Kaiserreich Nikaia auszunutzen und marschiert mit seinen Truppen in Thrakien ein. Der neue Kaiser Theodor II. unternimmt daraufhin eine Gegenoffensive. Im folgenden Friedensschluss muss Bulgarien weitere Gebiete abtreten und verliert ganz Thrakien mit Ausnahme der Küstenstädte.

#### Weitere Ereignisse in Europa

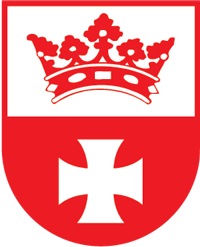
Wappen der Altstadt Königsberg

Nach einem Kreuzzug gegen die heidnischen Pruzzen durch den Deutschen Orden entsteht an der Stelle einer zerstörten pruzzischen Befestigung eine Siedlung, die zu Ehren des am Kreuzzug teilnehmenden Königs Ottokar II. von Böhmen den Namen Königsberg erhält. Daraus entwickelt sich später die gleichnamige Hauptstadt Ostpreußens und Krönungsstadt der preußischen Könige.
Papst Alexander IV. und der englische König Heinrich III. nehmen zur Durchführung ihrer geplanten kriegerischen Aktionen gegen Manfred von Sizilien große Anleihen bei Sienser und Florentiner Kaufleuten auf.

#### Entdeckungsreisen

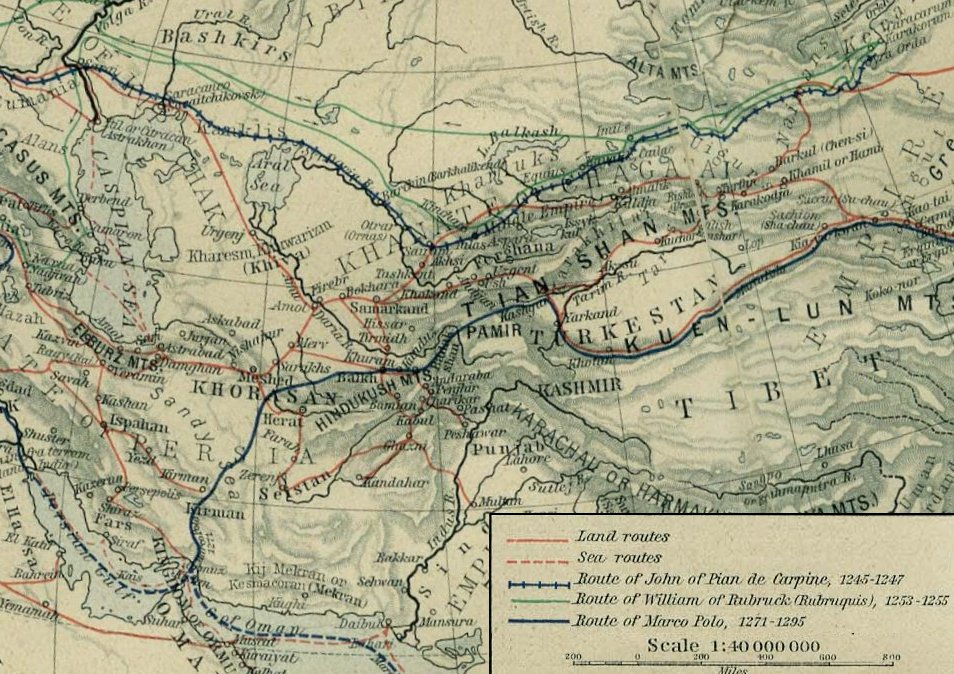
Die Reiseroute Wilhelm von Rubruks (grün)

Der flämische Franziskaner und Forschungsreisende Wilhelm von Rubruk verlässt im Frühjahr nach zweijährigem Aufenthalt in der Mongolei die Hauptstadt Karakorum und tritt die Heimreise an. Nach einem kurzen Umweg über Zypern trifft er am 15. August in Tripolis bei Beirut ein. Dort lassen ihn seine Ordensoberen nicht zu seinen Auftraggebern nach Rom oder Frankreich weiterreisen, sondern betrauen ihn mit der Aufgabe eines Lektors der Theologie in Akkon. Hier diktiert er seinen Reisebericht Itinerarium Willelmi de Rubruc in Form eines Briefes an den französischen König und lässt ihn durch einen seiner Begleiter diesem überbringen.

#### Asien
- 1. Dezember: Ala ad-Din Muhammad III., 26. Imam der Schia der Nizari-Ismailiten und siebter Herrscher von Alamut, wird während einer Rundreise durch sein Herrschaftsgebiet im Schlaf von seinem engsten Vertrauten Hasan-i Mazandarani mit einem Axthieb ermordet. Sein Sohn und Nachfolger Rukn ad-Din Churschah, der von seinem Vater mehrmals öffentlich misshandelt worden ist, lässt den Mörder und einige seiner Familienmitglieder hinrichten, trotzdem hält sich hartnäckig das Gerücht, dass die Tat mit seinem Einvernehmen geschehen sei.
- Nach dem Tod von Batu Khan wird Sartaq Khan Herrscher der Goldenen Horde und der Blauen Horde der Mongolen.

#### Ortsgeschichte und urkundliche Ersterwähnungen
- 30. März: Alfons von Poitiers, Graf von Toulouse und Bruder des französischen Königs Ludwig IX., gründet das Wehrdorf (Bastide) Montréal an der Stelle eines römischen oppidums.
- 16. Juli: Alfons von Poitiers gründet mit Sainte-Foy-la-Grande eine weitere Bastide.
- Erste urkundliche Erwähnung von Aarwangen, Bertschikon bei Attikon, Biezwil, Burbach, Ginsburg, Grafenau, Göd, Hemmiken, Hüttwilen, Meienried, Neuenbürg, Orpund, Schielberg und Szente
- Die Klosterdörfer von Frauenalb schließen sich zur Gemeinde Marxzell zusammen.
- Die Rietburg erhält den Status einer Reichsburg.
- bis 1255: Herausbildung eines bürgerlich-patrizischen Rates und Kampf des Rates und der Bürgerschaft um die Erringung der kommunalen Autonomie in Erfurt.

### Wissenschaft und Technik
- Papst Alexander IV. ordnet im Verlauf des Mendikantenstreits die Revision einiger Statuten der Pariser Universität an.
- Das 1210 auf der Pariser Synode beschlossenen Verbot (unter Androhung der Exkommunikation) der öffentlichen und privaten Lesung der naturphilosophischen Schriften des Aristoteles und der Kommentare dazu wird aufgehoben.

Um 1255 entsteht De ente et essentia, eines der Frühwerke des Thomas von Aquin. Er erläutert darin die Grundbegriffe der aristotelischen Metaphysik. Neben anderen Modifikationen stellt er Zusammenhänge zur christlichen Theologie her. Er erklärt insbesondere die Begriffe Stoff und Form, Substanz und Akzidenz, sowie Gattung, Art und artbildender Unterschied. Neben Aristoteles diskutiert Thomas von Aquin auch Boëthius, die arabischen Philosophen Avicenna und Averroes sowie den jüdischen Neuplatoniker Avicebron (Shlomo Ben Yehuda ibn Gabirol).

### Kultur
- Der steiermärkische Minnesänger Ulrich von Liechtenstein schreibt mit dem Frauendienst den ersten deutschen Roman in Ich-Form. Das mittelhochdeutsche Werk besteht aus 1850 epischen Strophen, 57 Liedern, einem Leich, drei Büchlein und sieben Briefen.

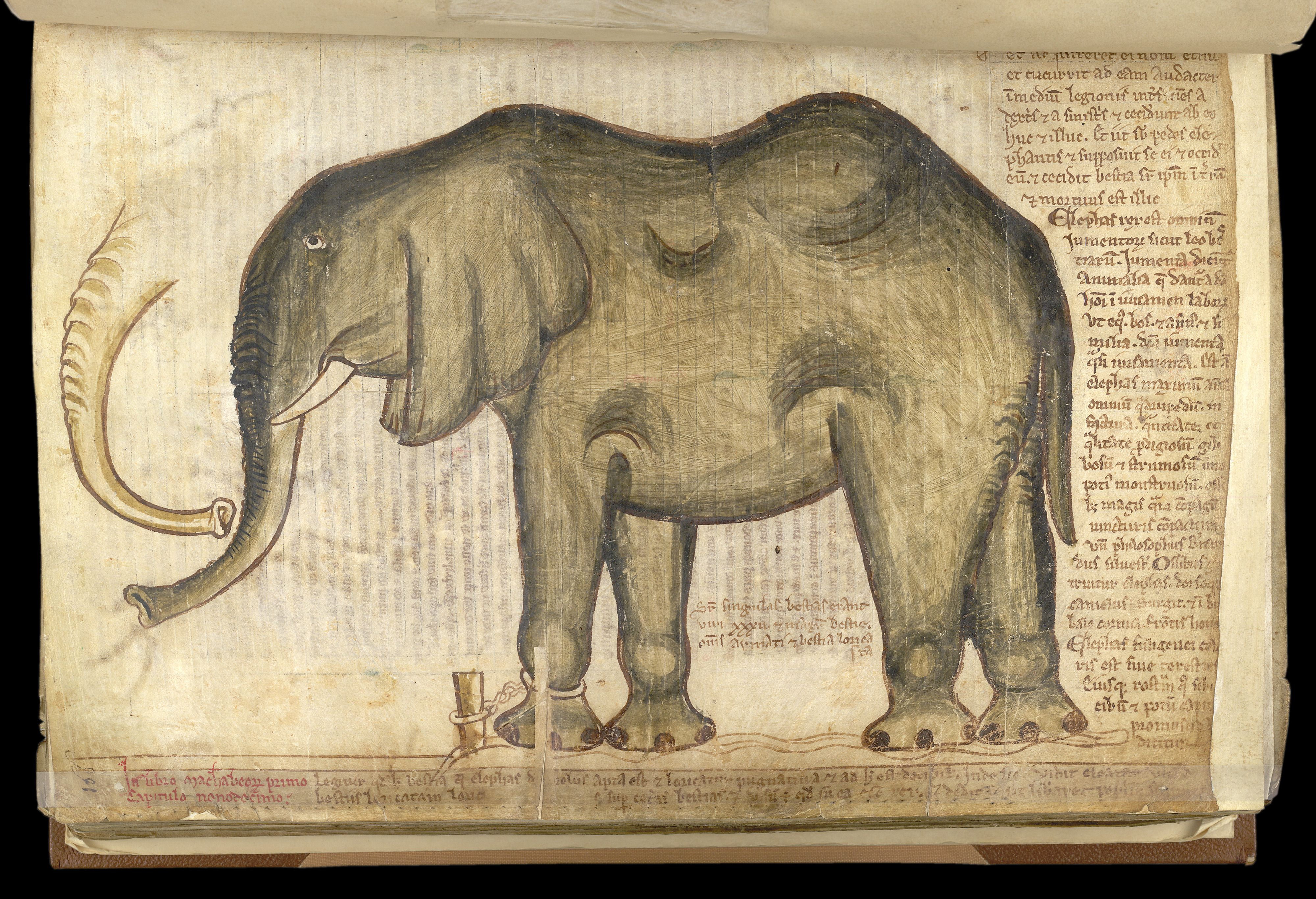
Der Elefant Ludwigs IX; Aus dem Liber additamentorum des Matthäus Paris, 1255

- Ludwig IX. von Frankreich schenkt Heinrich III. von England einen Elefanten, den er von seinem Kreuzzug aus dem Heiligen Land mitgebracht hat.

### Religion
- Einar Smjørbak Gunnarsson wird Erzbischof von Nidaros in Norwegen als Nachfolger des im Vorjahr verstorbenen Sørle. Er befindet sich zu diesem Zeitpunkt zum Studium in Paris und begibt sich umgehend zu Papst Alexander IV. nach Rom. Die Weihe erhält er im März.

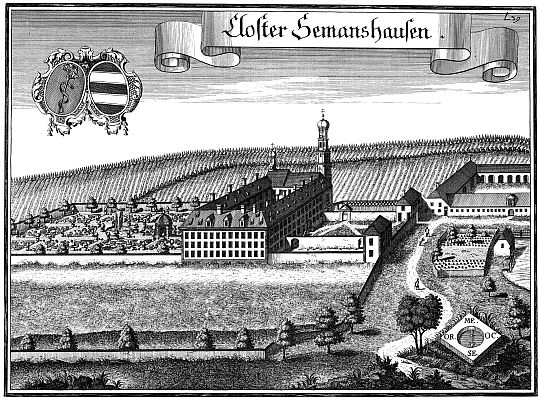
Kloster Seemannshausen auf dem Wening-Stich von 1710

- 20. April: Der Regensburger Domdekan Heinrich Seemann stiftet das Kloster Seemannshausen.
- Jacques Pantaléon, der spätere Papst Urban IV., wird Lateinischer Patriarch von Jerusalem. Der bisherige Bischof von Verdun folgt dem im Vorjahr verstorbenen Robert von Nantes nach.
- Gerhard von Borgo San Donnino gibt in Paris die drei Hauptwerke des Joachim von Fiore – Concordia Novi et Veteris Testamenti, Expositio in Apocalypsim und Psalterium decem chordarum – heraus und fügt eine eigene Schrift mit dem Titel Introductorius in Evangelium aeternum hinzu. Direkt nach Erscheinen des Evangelium aeternum erfolgt die Verwerfung der Schrift durch eine Kardinalskommission in Anagni (s. Spiritualen).
- Christine von Stommeln flieht mit 13 Jahren vom Land zu den Kölner Beginen.

## Geboren
- Jahreswende 1254/1255: Margarete von Frankreich, französische Prinzessin und Herzogin von Brabant († 1271)
- Juli: Albrecht I., König des Heiligen-Römischen Reiches und Herzog von Österreich († 1308)
- 23. Oktober: Ferdinand de la Cerda, Kronprinz von Kastilien († 1275)
- Gregor vom Sinai, byzantinischer Mönch und bedeutender Vertreter des Hesychasmus, orthodoxer Heiliger († 1346)

### Geboren um 1255
- Duccio di Buoninsegna, italienischer Maler († 1319)
- Vidkunn Erlingsson, norwegischer Ritter († 1302)
- Johannes de Grocheo, italienischer Musiktheoretiker († um 1320)
- Heinrich II., Graf von Vaudémont († 1299)
- Nikolaus I., böhmischer Adeliger, Herzog von Troppau, Hauptmann von Krakau und Sandomir sowie Statthalter in Großpolen († 1318)
- Imagina von Isenburg-Limburg, römisch-deutsche Königin († 1318)
- Georg Komnenos, Kaiser und Großkomnene von Trapezunt († nach 1284)
- William de Ros, 1. Baron de Ros, englischer Adeliger und Militär († 1316)
- Bruno Warendorp, Lübecker Bürgermeister († 1341)
- 1255/1260: Ulrich I., Herr von Hanau († 1305/1306)
- 1255/1260: Gottfried von Waldeck, Bischof von Minden († 1324)

## Gestorben

### Todesdatum gesichert
- 2. Februar: Gunzelin von Wolfenbüttel, Angehöriger der Dienstmannschaft der Welfen, Reichsministeriale (* um 1177)
- 1. Mai: Walter de Gray, englischer Prälat und Staatsmann, Lordkanzler von England, Bischof von Worcester und Erzbischof von York
- 11. August: Ulrich II. von Münzenberg, Reichsministeriale und letzter männlicher Nachkomme der Familie von Hagen-Münzenberg
- 1. Dezember: Ala ad-Din Muhammad, Imam der Nizariten (* 1212)

### Genaues Todesdatum unbekannt
- um den 20. Juli: Warin de Munchensi, englischer Adeliger, Rebell und Soldat (* um 1195)
- zwischen 20. und 28. Juli: Eva de Briouze, englische Adelige (* vor 1230)

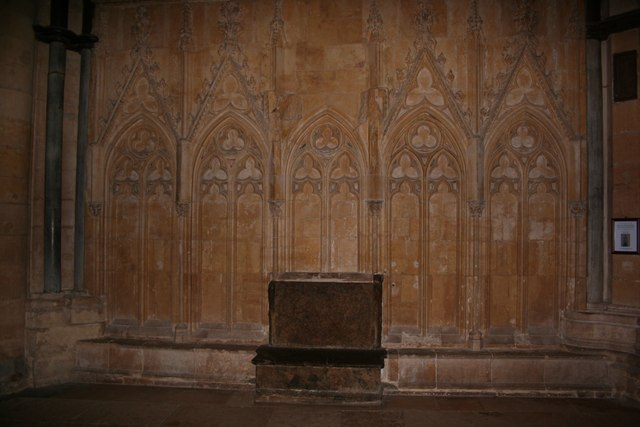
Der Schrein von Little Hugh in der Kathedrale von Lincoln

- um den 27. August: Hugh of Lincoln, englischer Knabe, der angeblich Opfer eines jüdischen Ritualmords wurde (* um 1246)
- Batu Khan, mongolischer Teilherrscher, Khan der Goldenen Horde (* 1205)
- Boček von Jaroslavice und Zbraslav, mährischer Adeliger, Burggraf von Znaim, Graf von Pernegg und Klostergründer
- Chenga Dragpa Chungne, Lama der Drigung-Kagyü-Schule des tibetischen Buddhismus (* 1175)
- Jarler, Erzbischof von Uppsala
- Jean de Beaumont-Gâtinais, Herr von Villemomble und Großkämmerer von Frankreich (* um 1190)

### Gestorben um 1255
- Werner II., Graf von Battenberg und Wittgenstein
- 1255/1260: Sundiata Keïta, erster Herrscher des Mali-Reichs (* um 1190)